# Abd Allah dell'Arabia Saudita
Abd Allāh bin ʿAbd al-ʿAzīz Āl Saʿūd, meglio conosciuto come ʿAbd Allāh o re Abdullah o "Abdullah bin Abdulaziz Al Saud" (in arabo عبد الله بن عبد العزيز السعود‎?; Riad, 1º agosto 1924 – Riad, 23 gennaio 2015), è stato il sesto re dell'Arabia Saudita, salito al trono nel giorno del suo 81º compleanno.
Abd Allah ha mantenuto importanti incarichi politici durante la maggior parte della sua vita adulta. Nel 1961 divenne sindaco della Mecca, la sua prima carica pubblica. L'anno successivo, fu nominato Comandante della Guardia Nazionale, incarico che ha mantenuto anche durante la prima metà del suo regno. Ha lavorato anche come vice ministro della difesa ed è stato nominato principe ereditario quando il fratellastro Fahd salì al trono nel 1982. Dopo che questi, nel 1995, fu colpito da un grave ictus, Abd Allah divenne reggente dell'Arabia Saudita fino a quando salì al trono un decennio più tardi.
Durante il suo regno ha mantenuto strette relazioni con gli Stati Uniti d'America e il Regno Unito, da cui ha acquistato attrezzature di difesa per miliardi di dollari. Inoltre, ha dato alle donne il diritto di voto per i consigli comunali e il diritto a competere alle Olimpiadi. Abd Allah è praticamente riuscito a mantenere la status quo dopo le proteste avvenute nel paese, parte della primavera araba. Nel novembre 2013, un rapporto della BBC sosteneva che l'Arabia Saudita avrebbe potuto ottenere armi nucleari su volontà del Pakistan, alleato di lunga data del regno.
Il re è sopravvissuto a due dei suoi principi ereditari. Il ministro dell'interno Nāyef bin ʿAbd al-ʿAzīz Āl Saʿūd è stato nominato erede al trono alla morte del fratello Sultan nel mese di ottobre 2011, ma morì nel giugno 2012. Abd Allah ha quindi nominato il settantaseienne ministro della difesa, Salman, suo erede. Secondo vari rapporti, Abd Allah si è sposato circa 30 volte e ha avuto più di 35 figli. Il re aveva una fortuna personale stimata in circa 18 miliardi di dollari, ciò lo rendeva il terzo più ricco capo di Stato in tutto il mondo. È morto il 23 gennaio 2015, a 90 anni, dopo tre settimane di ricovero in ospedale per una polmonite. Gli è succeduto il fratellastro Salman.

## Primi anni

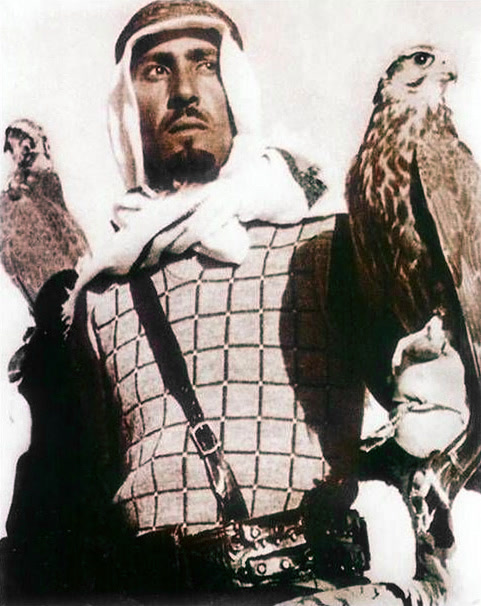
Re Abd Allah è stato un falconiere in gioventù.

Abd Allah è nato il 1º agosto 1924 a Riad, decimo figlio di re ʿAbd al-ʿAzīz. La madre, Fahda bint Asi Al Shuraim, era membro della dinastia Al Rashid, da molto tempo rivali degli Al Sa'ud, in quanto il suo primo marito è stato Sa'ud bin Abd al-Aziz Al Rashid. Ella discendeva dalla potente tribù Shammar ed era la figlia dell'ex capo tribù Asi Shuraim. È morta quando Abd Allah aveva sei anni. Ha avuto due sorelle germane minori: Nouf e Seeta.
Madawi Al-Rasheed sostiene che le sue radici materne e un difetto di pronuncia hanno portato a ritardare la sua ascesa a uno status elevato tra i figli del primo monarca.

## Comandante della Guardia Nazionale

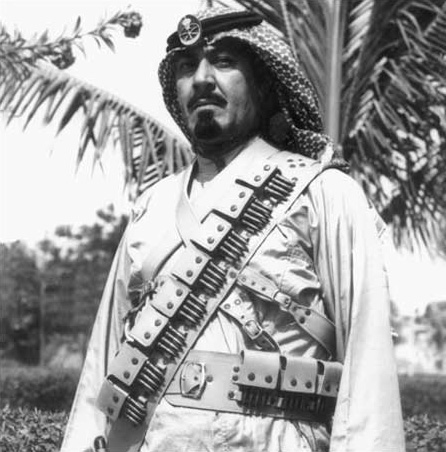
Re Abd Allah in veste di comandante della Guardia Nazionale.

Nel 1963 fu nominato comandante della Guardia Nazionale. Questo ruolo gli permise di consolidare la sua posizione nella famiglia reale. Questa forza militare, sorta dalle ceneri della fratellanza militare degli Ikhwan si ammodernò sotto il suo comando. A partire dal 1985, ha sponsorizzato anche il festival Janadiriyah che istituzionalizza le danze tradizionali popolari, le corse dei cammelli e il patrimonio tribale.

## Secondo vice Primo Ministro
Nel marzo 1975, re Khalid ha nominato Abd Allah secondo vice primo ministro, mettendolo di fatto al secondo posto nella linea di successione al trono dell'Arabia Saudita. In altre parole, dopo questa nomina, è diventato il numero tre dell'amministrazione del regno. Tuttavia, questo ha causato attriti nella Casa di Sa'ud. L'allora principe ereditario Fahd, assieme ai suoi fratelli germani, conosciuti come "Sette Sudairi" sostenevano la nomina del proprio appartenente, Sultan. Il principe Abd Allah è stato messo sotto pressione per cedere il controllo della Guardia Nazionale in cambio della sua nomina nell'esecutivo. Nel mese di agosto del 1977, questo ha causato un dibattito tra centinaia di principi a Riyad. Abd Allah non ha però abbandonato la guida della forza armata temendo di perdere potere ed influenza.

## Principe ereditario e reggente

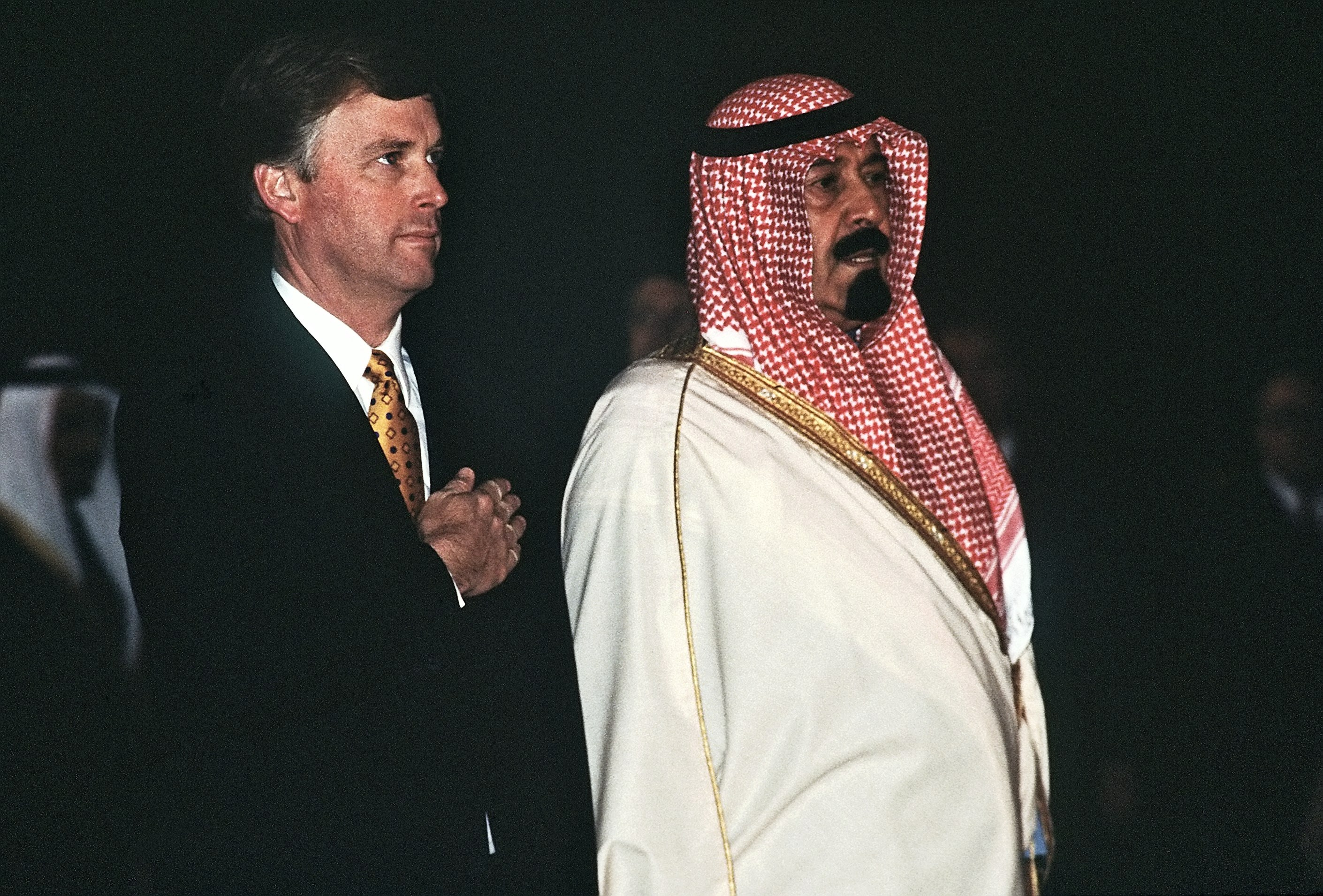
Abd Allah con l'allora vicepresidente statunitense Danforth Quayle.

Il 13 giugno 1982, alla morte di re Khalid e all'ascesa al trono di Fahd, Abd Allah divenne principe ereditario, mantenendo anche la sua carica militare. Egli è riuscito a raggruppare un gran numero principi emarginati e scontenti della prospettiva di essere sorpassati da un appartenente ai "sette Sudairi". Il suo controllo della Guardia Nazionale è stato un fattore chiave per il suo successo nel diventare principe ereditario. Quando re Fahd fu incapace di regnare a causa di un grave ictus subito nel 1995, il principe ereditario Abd Allah ha agito in qualità reggente del regno.
Nel maggio 2001 non ha accettato l'invito di visitare Washington a causa del sostegno degli Stati Uniti verso Israele nella seconda Intifada. È anche apparso più desideroso di re Fahd di tagliare la spesa pubblica e superare il ritardo economico che l'Arabia Saudita stava dimostrando. A sorpresa, ha spinto per l'adesione del paese all'Organizzazione mondiale del commercio.
Nell'agosto del 2001 ha richiamato l'allora ambasciatore saudita negli Stati Uniti, Bandar bin Sultan Al Sa'ud. Questo a quanto pare dopo che il reggente ha appreso di una brutalità di un soldato israeliano nei confronti di una donna palestinese. In seguito ha anche condannato Israele per l'attacco alle famiglie dei sospetti accusati.
Nel 2002 ha sviluppato un'iniziativa di pace araba, comunemente indicata come "piano Abd Allah", per raggiungere la risoluzione di comune accordo del conflitto arabo-israeliano. L'iniziativa è stata adottata al vertice della Lega Araba di Beirut del marzo 2002.
Nel secondo anniversario degli attentati dell'11 settembre ha scritto una lettera al presidente degli Stati Uniti George W. Bush, che si concludeva con le seguenti parole:
Alla fine del 2003, dopo che il ramo saudita di Al Qaeda aveva effettuato una serie di attentati che minacciavano di destabilizzare il paese, il principe ereditario insieme ad altre élite decisionali ha iniziato a occuparsi di alcune questioni politiche. Una di queste mosse è stato il suo progetto di promuovere una maggiore tolleranza per la diversità religiosa per isolare le forme di estremismo politico-religioso del regno, portando alla creazione di un dialogo nazionale. Nell'estate del 2003, Abd Allah ha riunito i leader religiosi in un incontro molto pubblicizzato a cui hanno partecipato il preminente studioso sciita Hasan al-Saffar, così come un gruppo di chierici sunniti che avevano espresso in passato il loro disgusto per la minoranza sciita.

## Regno
Abd Allah salì al trono dopo la morte del fratellastro Fahd il 1º agosto 2005. È stato formalmente investito il giorno successivo.

### Affari interni
L'amministrazione di re Abd Allah ha realizzato alcune riforme in diversi campi.
Nel 2005, ha implementato un programma di borse di studio governative che hanno permesso di inviare giovani uomini e donne a studiare all'estero in diversi atenei in tutto il mondo per gli studi universitari e post laurea. Il programma ha offerto fondi per le spese scolastiche e quotidiane fino a quattro anni. Si stima che più di 70 000 studenti si siano formati all'estero, in più di 25 paesi. Stati Uniti, Inghilterra e Australia sono le prime tre destinazioni scelte dai giovani studenti sauditi. Attualmente, più di 22 000 giovani studiano negli Stati Uniti.
L'impegno nella sanità pubblica ha incluso una campagna di prevenzione del cancro al seno e l'istituzione di una rete avanzata di screening epidemiologici per tutelare i 3 milioni di pellegrini annuali dell'Hajj.
Re Abd Allah ha implementato numerose misure di riforma. Ha nuovamente rinnovato il ministero dell'istruzione nel febbraio 2009 mettendone a capo il genero Faysal bin Abd Allah bin Mohammed Al Sa'ud. Ha inoltre nominato Nora Al Fayez, un ex insegnante formatasi negli Stati Uniti, vice ministro e responsabile dell'istruzione femminile.
Con la collaborazione dell'allora ministro della giustizia Abd Allah bin Muhammad Al ash-Sheikh ha realizzato una ristrutturazione da cima a fondo dei tribunali volta a introdurre, tra le altre cose, la revisione delle decisioni giudiziarie, la formazione più professionale per i giudici della Shari'a. Ha sviluppato una nuova agenzia di promozione degli investimenti per rendere meno contorto il processo di creazione di un'azienda. Ha creato un organismo di regolamentazione per i mercati dei capitali. Ha promosso la costruzione dell'Università per la Scienza e la Tecnologia Re Abd Allah. Ha investito nella formazione della forza lavoro per le professioni avanzate. Il governo saudita sta incoraggiando lo sviluppo di settori non idrocarburici in cui il regno ha un vantaggio comparato, compresa l'estrazione, l'energia solare e il turismo religioso. Il bilancio del 2010 rifletteva queste priorità, infatti circa il 25 per cento di esso è stato dedicato alla formazione, garantendo un notevole stimolo all'economia.

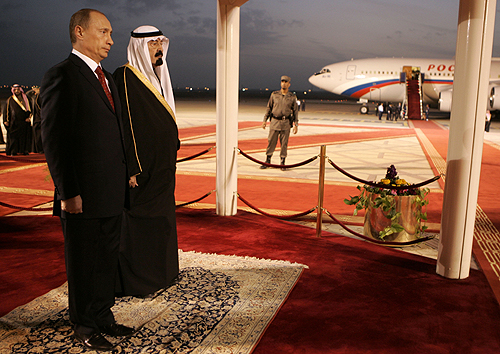
Re Abd Allah con il presidente russo Vladimir Putin l'11 febbraio 2007.

La risposta della sua amministrazione al terrorismo interno è stata una serie di giri di vite, tra cui incursioni da parte delle forze di sicurezza, arresti, torture e decapitazioni pubbliche. Egli ha promesso di combattere le ideologie terroristiche all'interno del paese. Ha fatto della protezione delle infrastrutture critiche dell'Arabia Saudita una priorità di massima sicurezza.
La sua strategia contro il terrorismo è stata duplice: ha attaccato le radici dell'estremismo che alimentava Al-Qaida attraverso l'educazione e le riforme giudiziarie per indebolire l'influenza degli elementi più reazionari della classe religiosa dell'Arabia Saudita. A tal scopo ha anche promosso la diversificazione economica.
Nell'agosto 2010, ha decretato che solo agli studiosi religiosi ufficialmente riconosciuti e associati al Consiglio superiore degli ulema sarebbe stato permesso di emettere le fatwā. Decreti simili erano stati in precedenza applicati raramente. Le fatwa specifiche relative a questioni personali erano esenti dal regio decreto. La norma ha inoltre incaricato il Gran Mufti di identificare gli studiosi ammissibili.
Alla luce della primavera araba, Abd Allah ha istituito un programma da 37 miliardi di dollari (32,8 miliardi di euro) da distribuire fra sussidi di disoccupazione, finanziamenti per l'educazione e l'edilizia, remissioni dei debiti e un nuovo canale sportivo. C'era anche l'impegno di spendere un totale di 400 miliardi di dollari entro la fine del 2014 per migliorare l'istruzione, l'assistenza sanitaria e le infrastrutture del regno. Tuttavia, la polizia saudita ha arrestato cento manifestanti sciiti che si lamentavano delle discriminazioni subite dal governo. In seguito, nel settembre 2011, nell'ambito delle proteste che stavano turbando il regno, il sovrano ha annunciato la concessione del diritto di voto alle donne nelle elezioni municipali del 2015, un primo significativo passo di riforma nel paese da quando la protesta era cominciata. Egli ha anche affermato che le donne sarebbero state ammesse nella non elettiva Assemblea Consultiva.
Nel gennaio 2012, il sovrano ha licenziato il capo della potente polizia religiosa saudita, Abd al-Aziz al-Humain, sostituendolo con un religioso più moderato, Abdullatif Abdel Aziz al-Sheikh. Il sovrano, nel 2009, aveva nominato Humain capo della forza che assicura l'applicazione rigorosa della versione ultra-conservatrice dell'Islam, come un segno di riforma di essa. Humain ha assunto consulenti per ristrutturare l'organizzazione, ha incontrato i gruppi locali per i diritti umani e consultato costruttori d'immagine professionisti in una vasta campagna di pubbliche relazioni. Sotto la sua guida la commissione ha anche esaminato e punito alcuni ufficiali per comportamento scorretto.
Nel luglio 2012, l'Arabia Saudita ha annunciato che avrebbe permesso alle sue atlete di competere alle Olimpiadi per la prima volta e che il Comitato Olimpico nazionale avrebbe sorvegliato la partecipazione delle atlete qualificate. La decisione si è conclusa con la speculazione che l'intera squadra saudita potrebbe essere stata squalificata per motivi di discriminazione di genere. La partecipazione pubblica delle donne nello sport è ancora ferocemente avversata da molti religiosi sauditi conservatori. Non c'è quasi nessuna tradizione di donne che partecipano ad uno sport nel paese. I funzionari sauditi hanno detto che, in caso di successo nella qualifica, le concorrenti femminili sarebbero state vestite in modo da preservare la loro dignità. In data 11 gennaio 2013, il re Abd Allah ha nominato trenta donne nell'Assemblea Consultiva o Consiglio della Shura e ha modificato la relativa legge di mandato, stabilendo che almeno il 20% dei componenti dell'assemblea devono essere di sesso femminile.
Nell'agosto 2013, il gabinetto saudita ha approvato una legge che sanziona la violenza domestica considerandola un reato. La legge prevedeva una pena fino a un anno di prigione e una multa di fino a 50 000 riyal. La pena massima poteva essere raddoppiata per i recidivi. La legge criminalizza, oltre agli abusi fisici, anche quelli psicologici e sessuali. Questa norma include una disposizione che obbliga i dipendenti a denunciare i casi di abusi sul posto di lavoro al datore di lavoro. La mossa ha seguito una campagna via Twitter. Le nuove leggi sono state accolte con favore dagli attivisti per i diritti delle donne saudite, anche se alcuni hanno espresso il timore che la legge non poteva essere attuata con successo senza la formazione di una nuova magistratura e che la tradizione della tutela maschile rimane un ostacolo per le azioni penali.

### Dialogo inter religioso
Nel novembre 2007, re Abd Allah ha fatto visita a papa Benedetto XVI nel Palazzo Apostolico. È stato il primo monarca saudita a visitare un pontefice. Nel marzo del 2008, ha chiesto un "dialogo fraterno e sincero tra i credenti di tutte le religioni".

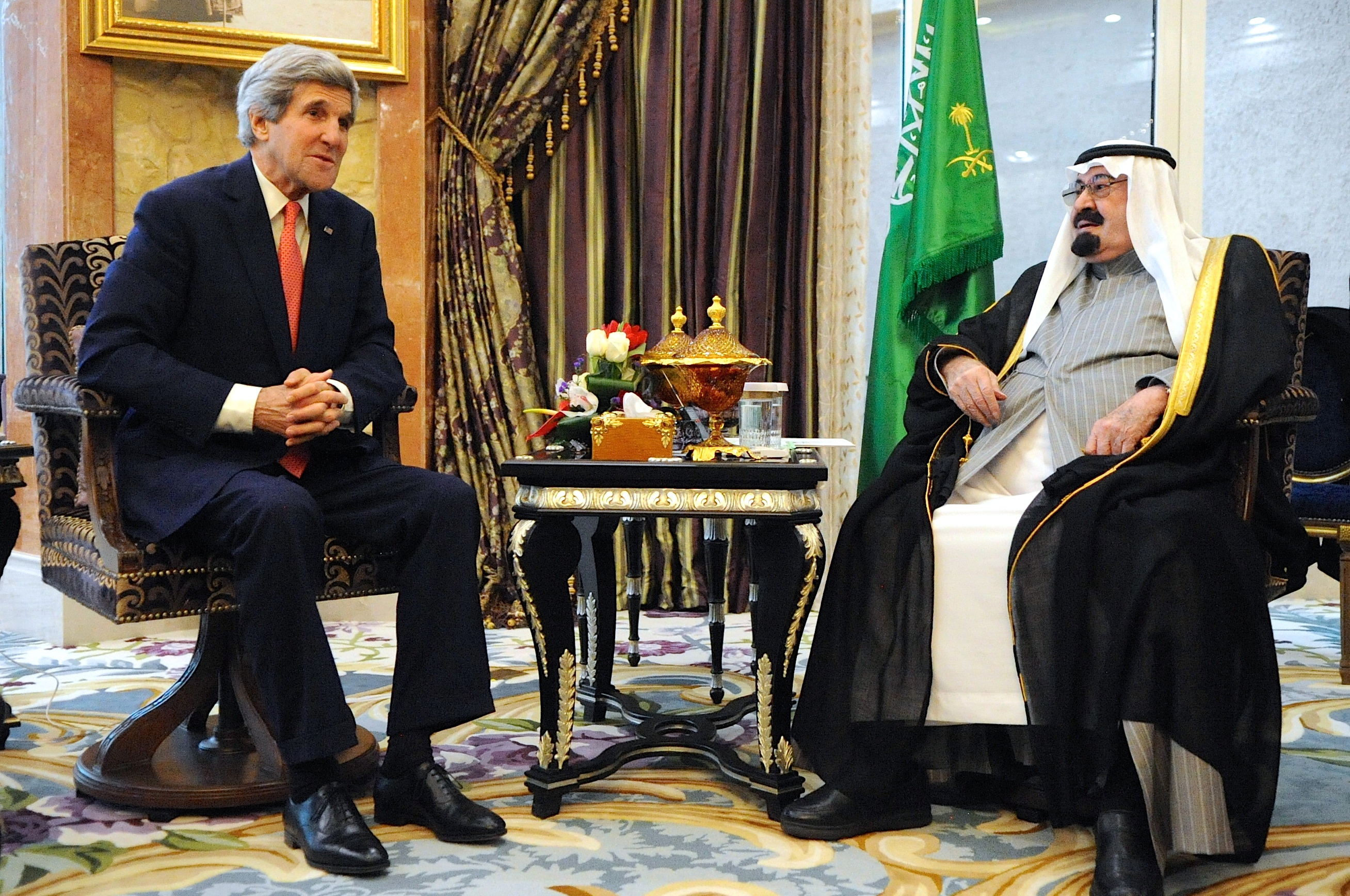
Abd Allah in un incontro con il segretario di stato statunitense John Kerry il 5 gennaio 2014.

Nel giugno 2008, ha tenuto una conferenza a La Mecca per sollecitare i leader musulmani a parlare con una sola voce ai leader ebrei e cristiani. Ha discusso con gli studiosi islamici sauditi e non sauditi circa la necessità di stabilire un dialogo inter religioso. Nello stesso mese, l'Arabia Saudita e la Spagna hanno concordato di tenere una conferenza sul dialogo inter religioso nel paese iberico. Lo storico incontro ha avuto luogo a Madrid nel luglio 2008 e ha visto la partecipazione di leader religiosi di diverse fedi. Questo ha portato alla creazione di una Settimana per l'Armonia Religiosa nel 2010.
Ha aperto il dialogo anche con i leader religiosi orientali degli indù e dei buddisti. La conferenza della Mecca ha discusso un documento sul dialogo con i monoteisti presentato dallo sceicco Hasan Badrul Al Qasimi. La sessione è stata presieduta da Ezz Eddin Ibrahim, consigliere culturale del presidente degli Emirati Arabi Uniti. La sessione ha anche discusso un documento sul coordinamento tra le istituzioni islamiche sul dialogo presentato da Abd Allah bin Omar Nassif, segretario generale del Consiglio islamico mondiale per la predicazione e il soccorso e una carta sul dialogo con messaggi divini, presentata dal professor Mohammad Sammak, segretario generale del summit spirituale islamico in Libano.
Nel novembre 2008, il sovrano e il suo governo hanno organizzato una discussione all'Assemblea Generale delle Nazioni Unite sulla promozione del dialogo tra le civiltà, le culture e i popoli, nonché le attività legate a una cultura di pace, chiedendo azioni concrete a livello globale, regionale e sub regionale. Questa ha riunito le nazioni musulmane e non musulmane per sradicare i pregiudizi che vogliono l'islam legato al terrorismo e ha visto la partecipazione di leader mondiali di rilievo tra cui l'ex primo ministro britannico Tony Blair, il presidente israeliano Shimon Peres, il presidente americano George W. Bush e il re Abd Allah II di Giordania.
Nel 2011, è stato firmato tra i governi di Austria, Spagna, e Arabia Saudita un accordo per la costituzione del Centro internazionale per il Dialogo Inter religioso e Interculturale Re Abd Allah con sede a Vienna. L'inaugurazione ufficiale del centro si è svolta nel novembre 2012. Il primo segretario generale è stato il ministro degli affari esteri saudita Sa'ud bin Faysal mentre il primo vice segretario generale è stato l'ex ministro della giustizia federale austriaca Claudia Bandion-Ortner.

### Mercato comune arabo
Nel gennaio 2011, re Abd Allah ha promosso la creazione di un mercato comune arabo. Il ministro degli affari esteri saudita, Sa'ud bin Faysal, ha dichiarato che l'unione doganale araba sarebbe stata pronta entro il 2015 mentre per il mercato comune arabo si sarebbe dovuto attendere il 2017. Ci sono stati intensi sforzi per collegare i paesi arabi con un sistema ferroviario e una rete di energia elettrica. Il lavoro sul progetto della rete elettrica è già iniziato in alcuni paesi arabi.

### Critiche
Il 16 febbraio 2003 la rivista Parade di David Wallechinsky ha valutato re Fahd e l'allora principe ereditario e reggente Abd Allah come i secondi peggiori dittatori di tutto il mondo. La maggior parte di questa critica derivava dal fatto che i cittadini sauditi vivono sotto la rigorosa interpretazione wahabita della Sharia, che impone l'amputazione della mani come punizione per il furto e le fustigazioni per crimini come l'ubriachezza. Le esecuzioni capitali pubbliche mediante decapitazione sono comuni per i reati di omicidio, stupro, traffico di droga e stregoneria. Venivano criticate anche le politiche nei confronti dei diritti delle donne. In rifiuto delle accuse di violazioni dei diritti umani, i detenuti sauditi della provincia di Najran hanno inviato al re una missiva in cui gli auguravano una pronta guarigione.
Re Abd Allah è stato anche criticato per le sue politiche in materia di libertà religiosa quando il governo saudita avrebbe fatto arrestare alcuni pellegrini sciiti che partecipavano all'Hajj. Il 24 gennaio 2007, Human Rights Watch ha inviato una lettera aperta al sovrano chiedendogli di cessare la persecuzione religiosa della fede Ahmadiyya. Gli sono state inviate anche altre due lettere, nel novembre 2006 e nel febbraio 2007, in cui gli si chiedeva di rimuovere il divieto di viaggio per i critici del governo saudita. Human Rights Watch non ha ancora indicato se hanno ricevuto risposte a queste lettere.
Il 30 ottobre 2007, durante una visita di Stato nel Regno Unito, il sovrano è stato accusato dai manifestanti di essere un "assassino" e un "torturatore". Preoccupazioni sono state sollevate nel Regno Unito circa il trattamento delle donne e degli omosessuali da parte del regno saudita e su presunte tangenti che coinvolgono il commercio di armi tra l'Arabia Saudita e il Regno Unito.
Essendo all'interno del paese vietata la critica aperta al sovrano, le contestazioni erano rivolte soprattutto a Khaled al-Tuwayjiri, Segretario Generale della Corte Reale ed eminenza grigia del regime. Egli divenne ben presto uno degli uomini più odiati del paese.

## Successione al trono
L'erede al trono di re Abd Allah è stato, fino alla sua morte avvenuta il 22 ottobre 2011, il fratellastro Sultan. Il titolo di principe ereditario passò poi al fratello di Sultan, Nayef, che rimase in carica fino alla sua morte avvenuta a Ginevra, in Svizzera, il 16 giugno 2012, mentre stava subendo test medici per una malattia sconosciuta. Il suo terzo erede apparente è stato il fratellastro Salman, che è stato nominato principe ereditario il 18 giugno 2012 e che gli sarebbe succeduto nel 2015.
Nel 2006, Abd Allah ha istituito il Consiglio di Fedeltà, composto dai figli e nipoti del fondatore dell'Arabia Saudita, con lo scopo di votare, a scrutinio segreto, i principi ereditari e i sovrani. Il ruolo del Consiglio non è stato considerato alla morte del principe Sultan. Infatti, non è chiaro cosa sia accaduto, lasciando aperta la questione sul fatto che il Consiglio avesse votato per un nuovo principe ereditario o se Nayef fosse divenuto erede al trono automaticamente. Nonostante queste preoccupazioni, Nayef è stato nominato Principe della Corona il 27 ottobre 2011 dopo una consultazione.
Nel novembre 2010, il principe Nayef ha presieduto una riunione di gabinetto a causa del deterioramento della salute del sovrano. Nello stesso mese, re Abd Allah ha trasferito le sue funzioni di Comandante della Guardia Nazionale a suo figlio, il principe Mutaib. Re Abd Allah ha trovato un'unità in gran parte cerimoniale e ha lasciato una moderna forza militare di 260 000 effettivi che funge da contrappeso per l'esercito. La Guardia, che è stata la base del potere originale di Abd Allah, protegge la famiglia reale. Questo è stato suggerito come un segno evidente che il monarca anziano stava cominciando a lasciare alcune delle sue funzioni.

## Altre posizioni
Oltre ai ruoli già citati è stato presidente del Consiglio Economico Supremo fino al 2009. Inoltre ha continuato ad essere Presidente del Consiglio Superiore del Petrolio e dei Minerali, Presidente del Centro per il Dialogo Nazionale Re Abd al-Aziz, Presidente del Consiglio del Servizio Civile e Capo del Consiglio del Servizio Militare fino alla sua morte nel 2015.

## Vita personale
Re Abd Allah ha seguito le orme paterne in termini di matrimonio, in quanto ha sposato le rampolle di tribù alleate. Il sovrano ha avuto circa 30 consorti e generò circa 35 figli. Una delle sue mogli era la sorella del politico e militare siriano Rifa'at al-Assad. Ha sposato anche Jawahir bint Ali Hussein del clan Al Jiluwi, con il quale ha avuto una figlia, la principessa Anoud e un figlio, il principe Sa'ud. Aida Fustuq è stata un'altra moglie del sovrano, a cui ha dato due figli: Adila e Abd al-Aziz. Hanno divorziato in seguito. Munira bint Abd Allah Al Al Shaykh è stata la moglie che ha dato alla luce il suo figlio primogenito, il principe Khalid. Tathi bint Mishan al Faysal Al Jarbe ha dato alla luce il principe Mishaal.

### Figli
Il figlio maggiore di re Abd Allah, il principe Khalid, è stato Vice Comandante della Guardia Nazionale fino al 1992. Il suo secondo figlio, il principe Mutaib, è l'ex comandante e attuale ministro della guardia nazionale. Sua madre è Munira Al Otaishan. Mishaal è stato governatore della Provincia della Mecca dal 2013 al 2015. Il principe Abd al-Aziz è stato suo consigliere sui rapporti con la Siria ed è vice ministro degli affari esteri dal 2011. Il principe Faysal è a capo della Mezzaluna Rossa Saudita. Il settimo figlio, il principe Turki, già pilota dell'aeronautica militare, è stato governatore della provincia di Riyad dal 2014 al 2015. Il figlio più giovane, Badr, è nato nel 2003, quando Abd Allah aveva circa 79 anni.

### Figlie
La figlia Adila è sposata con Fayṣal bin Abd Allāh bin Moḥammed Āl Saʿūd. È una delle poche principesse saudite con un ruolo semi-pubblico e nota sostenitrice del diritto delle donne di guidare l'automobile. È conosciuta anche come "il volto pubblico di suo padre". Una delle figlie minori, la principessa Sahab, è nata nel 1993. Ella ha sposato (e poi divorziato) Khalid bin Hamad Al Khalifa, figlio del re del Bahrein Hamad bin Isa Al Khalifa, il 6 giugno 2011. La principessa Sahab è la figlia del re e della moglie della tribù di Al-Jarbah.
Dal suo matrimonio con la principessa Alanoud Al Fayez (organizzato quando questa aveva 15 anni, senza che lei avesse mai incontrato e da cui in seguito ha divorziato), sono nate quattro figlie Sahar, Maha, Hala e Jawahir. Le principesse sono state trattenute agli arresti domiciliari negli ultimi 13 anni e non sono autorizzate a lasciare il paese. Dopo che alcuni comunicati stampa diffusi nel marzo 2014 affermavano che due di queste, Sahar e Jawaher, non hanno ricevuto né cibo né acqua pulita per 25 giorni, e che avevano perso dieci chili ciascuna, la loro madre ha effettuato proteste settimanali di fronte all'ambasciata saudita a Londra. Le due hanno pubblicato un video in cui imploravano l'aiuto da parte della comunità internazionale. Il sovrano ha avuto anche una figlia di nome Nora, morta nel 1990 in un incidente stradale. Un'altra figlia è la principessa Fayza. Lei è la madre del principe Sa'ud bin Abd al-Aziz bin Nasser Al Sa'ud, che nel 2010 a Londra è stato accusato di aver ucciso suo servo, Bandar Abd al-Aziz.

## Ricchezza
Nel 2011, la rivista finanziaria Forbes ha stimato la sua fortuna a 21 miliardi di dollari, facendo di lui uno dei monarchi più ricchi del mondo.
Abd Allah è stato un esperto cavallerizzo in gioventù. Le sue stalle erano considerate le più grandi del regno, con oltre 1 000 cavalli suddivisi in cinque maneggi diretti dal figlio principe Mutaib. La fattoria Janadria, di sua proprietà è un grande complesso situato nella periferia di Riyad.
Per le vacanze il re ha mantenuto un grande complesso di palazzi con diversi complessi residenziali a Casablanca, in Marocco. È dotato di due eliporti ed è circondato da 133 acri di vegetazione.

## Filantropia
- Mentre era ancora principe ereditario, Abd Allah ha pagato l'intervento chirurgico di separazione di una coppia di gemelli siamesi polacchi che ha avuto luogo presso la Città Medica "Re Abd al-Aziz" di Riyad il 3 gennaio 2005.[94] Gli è stata concessa la "cittadinanza onoraria" dalla città polacca di Janikowo, dove sono nati i gemelli. Il 18 marzo 2005 è stato insignito dell'Ordine del Sorriso, che ha ricevuto nel corso della sua visita in Polonia nel 2007.
- Ha fondato due biblioteche: la Biblioteca "Re Abd al-Aziz" di Riyad e un'altra a Casablanca in Marocco.
- Ha donato più di 300 000 dollari a favore della ricostruzione del liceo di New Orleans, distrutto dall'uragano Katrina.
- Nel 2008 ha donato 500 milioni di dollari al Programma alimentare mondiale.
- Ha donato 50 milioni di dollari in contanti e 10 milioni di dollari in materiali di soccorso in favore della vittime del terremoto del Sichuan del 2008.[95]
- Nel maggio 2008 ha donato 10 miliardi di dollari al fondo di dotazione dell'Università della Scienza e della Tecnologia Re Abd Allah.[96]

## Influenza
Nel 2012, il sovrano è stato nominato il più influente musulmano tra 500 candidati per i precedenti quattro anni. Nel dicembre dello stesso anno, Forbes lo ha indicato come settima persona più potente del mondo del 2012, unico arabo nella top ten.

## Onori e riconoscimenti
Re Abd Allah ha ricevuto un numero considerevole di onorificenze internazionale. In particolare, è stato nominato Cavaliere del ramo spagnolo dell'Ordine del Toson d'Oro, causando qualche polemica.
Nel mese di aprile 2012, è stato insignito dalla Nazioni Unite di una medaglia d'oro per il suo contributo alla comprensione interculturale e alle iniziative di pace.

## Problemi di salute
Il re ha ridotto le sue attività nel giugno 2010 senza alcuna spiegazione chiara. I diplomatici affermavano che c'era incertezza circa l'entità dei suoi problemi di salute da quando il sovrano aveva annullato una visita in Francia. In una apparizione televisiva in cui è stato visto usare un bastone, il monarca ha detto che era in buona salute, ma che aveva qualche "fastidio". In una visita di diplomatici americani in Arabia Saudita nel mese di aprile 2014 il re saudita è stato visto collegato a tubi di respirazione durante i colloqui, indicando crescenti problemi di salute.
Dal 2010 al 2012 re Abd Allah ha subito quattro interventi chirurgici alla schiena. Le prime due operazioni si sono svolte a New York, una nel 2010, per curare uno scivolamento del disco e un coagulo di sangue che esercitava pressione sui nervi della schiena e una seconda per stabilizzare le vertebre nel 2011. Ha subito un terzo intervento a Riyad nel 2011 e un quarto, sempre nella capitale saudita il 17 novembre 2012.
Nel novembre del 2010, i suoi problemi alla schiena sono venuti alla luce nei media. Aveva infatti un accumulo di sangue intorno al midollo spinale. Soffriva anche di ernia del disco e fu messo a riposo dai medici. Per mantenere la stabilità del regno, il principe ereditario Sultan è tornato dal Marocco durante l'assenza del re. Il sovrano è stato ammesso al New York-Presbyterian Hospital dopo che un coagulo di sangue ha complicato l'ernia del disco ed è stato sottoposto ad un intervento chirurgico che ha avuto esito favorevole. Il medico che lo ha effettuato è stato Muhammad Zaka, che probabilmente ha tolto l'ernia del disco ed ha effettuato una fusione lombare. In seguito ha subito un altro intervento di successo in cui i chirurghi hanno stabilizzato un certo numero di vertebre. Ha lasciato l'ospedale il 22 dicembre 2010 e ha trascorso il periodo di convalescenza presso l'Hotel Plaza di New York. Il 22 gennaio 2011, ha lasciato gli Stati Uniti e si recò in Marocco. È rientrato in patria il 23 febbraio 2011.
Re Abd Allah ha lasciato l'Arabia Saudita in congedo straordinario, il 27 agosto 2012. Il giornale palestinese Al-Quds ha riferito che ha subito un'operazione al Mount Sinai Hospital di New York, prima del 4 settembre 2012, a seguito di un attacco di cuore. Tuttavia, non vi è stata alcuna relazione ufficiale su questa presunta operazione. Invece, è stato ufficialmente annunciato che il re è andato in visita privata in Marocco, paese in cui si è recato spesso per trascorrere periodi di riposo e convalescenza. Il re è tornato in Arabia Saudita il 24 settembre. Quasi due mesi dopo, nel novembre 2012, re Abd Allah ha subito un altro intervento chirurgico alla schiena a Riyad e ha lasciato l'ospedale il 13 dicembre 2012.
Il 29 maggio 2013 il quotidiano arabo-londinese Asharq Alawsat rivela che secondo fonti mediche gli organi vitali del sovrano allora ottantottenne avrebbero smesso di funzionare e a nulla sarebbe servito il ripetuto ricorso al defibrillatore. È la seconda volta che Asharqu Alawsat riportava la notizia del decesso, a novembre 2012 aveva parlato di uno stato comatoso (di fatto irreversibile) seguito a un'operazione della durata di 14 ore. In seguito il re è apparso in pubblico, smentendo la notizia.
Un rapporto diffuso nel mese di aprile 2014, citando una diagnosi di cancro ai polmoni in fase terminale, ha dichiarato che il sovrano aveva circa sei mesi di vita.

## Morte e funerale
Il 2 gennaio 2015, Abd Allah è stato ricoverato a Riyad per una polmonite ed è morto all'una di notte del 23 gennaio, all'età di 90 anni. Come da tradizione islamica, il suo funerale si è tenuto lo stesso giorno, in una cerimonia pubblica presso la Grande Moschea di Riyad prima della sepoltura in una tomba anonima nel cimitero al-'Ud. Sono stati dichiarati tre giorni di lutto nazionale. Le bandiere sono volate a mezz'asta a Buckingham Palace e all'Abbazia di Westminster a Londra.

## Albero genealogico
|                                                   |   |                                                       | Genitori                                                |  |  | Nonni |  |  | Bisnonni                              |  |  | Trisnonni                       |  |
|                                                   |   |                                                       |                                                         |  |  |       |  |  | Faisal bin Turki bin Abdullah al-Saud |  |  | Turki bin Abdullah bin Muhammad |  |
|                                                   |   |                                                       |                                                         |  |  |       |  |  | Faisal bin Turki bin Abdullah al-Saud |  |  | Turki bin Abdullah bin Muhammad |  |
|                                                   |   | Hia bint Hamad bin Ali al-Faqih Angari Tamimi         |                                                         |  |  |       |  |  | Faisal bin Turki bin Abdullah al-Saud |  |  |                                 |  |
| ʿAbd al-Raḥmān Āl Saʿūd                           |   |                                                       |                                                         |  |  |       |  |  | Faisal bin Turki bin Abdullah al-Saud |  |  |                                 |  |
|                                                   |   | Sarah bint Mishari bin Abdulrahman bin Hassan al-Saud | Mishari bin Abdulrahman bin Hassan bin Mishari bin Saud |  |  |       |  |  |                                       |  |  |                                 |  |
|                                                   |   | Sarah bint Mishari bin Abdulrahman bin Hassan al-Saud | Mishari bin Abdulrahman bin Hassan bin Mishari bin Saud |  |  |       |  |  |                                       |  |  |                                 |  |
|                                                   |   | Sarah bint Mishari bin Abdulrahman bin Hassan al-Saud | …                                                       |  |  |       |  |  |                                       |  |  |                                 |  |
| Abd al-Aziz dell'Arabia Saudita                   |   | Sarah bint Mishari bin Abdulrahman bin Hassan al-Saud |                                                         |  |  |       |  |  |                                       |  |  |                                 |  |
|                                                   |   | Ahmed al-Kabir bin Mohammed al-Sudairy                | Mohammed bin Turki bin Suleiman al-Sudairy              |  |  |       |  |  |                                       |  |  |                                 |  |
|                                                   |   | Ahmed al-Kabir bin Mohammed al-Sudairy                | Mohammed bin Turki bin Suleiman al-Sudairy              |  |  |       |  |  |                                       |  |  |                                 |  |
|                                                   |   | Ahmed al-Kabir bin Mohammed al-Sudairy                | …                                                       |  |  |       |  |  |                                       |  |  |                                 |  |
| Sarah bint Ahmed al-Kabir bin Mohammed al-Sudairy |   | Ahmed al-Kabir bin Mohammed al-Sudairy                |                                                         |  |  |       |  |  |                                       |  |  |                                 |  |
|                                                   |   | …                                                     | …                                                       |  |  |       |  |  |                                       |  |  |                                 |  |
|                                                   |   | …                                                     | …                                                       |  |  |       |  |  |                                       |  |  |                                 |  |
|                                                   |   | …                                                     | …                                                       |  |  |       |  |  |                                       |  |  |                                 |  |
| Abd Allah dell'Arabia Saudita                     |   | …                                                     |                                                         |  |  |       |  |  |                                       |  |  |                                 |  |
|                                                   | … | …                                                     |                                                         |  |  |       |  |  |                                       |  |  |                                 |  |
|                                                   | … | …                                                     |                                                         |  |  |       |  |  |                                       |  |  |                                 |  |
|                                                   | … | …                                                     |                                                         |  |  |       |  |  |                                       |  |  |                                 |  |
| Asi al-Shuraim                                    | … |                                                       |                                                         |  |  |       |  |  |                                       |  |  |                                 |  |
|                                                   |   | …                                                     | …                                                       |  |  |       |  |  |                                       |  |  |                                 |  |
|                                                   |   | …                                                     | …                                                       |  |  |       |  |  |                                       |  |  |                                 |  |
|                                                   |   | …                                                     | …                                                       |  |  |       |  |  |                                       |  |  |                                 |  |
| Fahda bint Asi Al Shuraim                         |   | …                                                     |                                                         |  |  |       |  |  |                                       |  |  |                                 |  |
|                                                   |   | …                                                     | …                                                       |  |  |       |  |  |                                       |  |  |                                 |  |
|                                                   |   | …                                                     | …                                                       |  |  |       |  |  |                                       |  |  |                                 |  |
|                                                   |   | …                                                     | …                                                       |  |  |       |  |  |                                       |  |  |                                 |  |
| …                                                 |   | …                                                     |                                                         |  |  |       |  |  |                                       |  |  |                                 |  |
|                                                   |   | …                                                     | …                                                       |  |  |       |  |  |                                       |  |  |                                 |  |
|                                                   |   | …                                                     | …                                                       |  |  |       |  |  |                                       |  |  |                                 |  |
|                                                   |   | …                                                     | …                                                       |  |  |       |  |  |                                       |  |  |                                 |  |
|                                                   |   | …                                                     |                                                         |  |  |       |  |  |                                       |  |  |                                 |  |